# Colleen McCullough
Colleen Margaretta McCullough, född 1 juni 1937 i Wellington, New South Wales, död 29 januari 2015 på Norfolk Island, var en australisk författare, främst känd för romanen Törnfåglarna.
McCullough hade en bakgrund som neurolog. Hon debuterade med romanen Tim, och fick en enorm succé med romanen Törnfåglarna som även filmatiserades. Hennes bokserie Masters of Rome ledde till att hon utsågs till hedersdoktor.
Hon var under senare delen av sitt liv bosatt på Norfolk Island.

## Böcker översatta till svenska
- Törnfåglarna: tre kvinnor, tre generationer, tre kontinenter (The thornbirds) (översättning Bertil Lagerström, Askild & Kärnekull, 1978)
- Tim (Tim) (översättning Ann Henning, Askild & Kärnekull, 1980)
- Frestelsen (An indecent obsession) (översättning Eva Mazetti-Nissen, Askild & Kärnekull, 1981)
- Frälsaren (A creed for the third millennium) (översättning Gull Brunius, Legenda, 1985)
- Damerna i Missalonghi (The ladies of Missalonghi) (översättning Gull Brunius, Legenda, 1987)
- Makten och kärleken (The first man in Rome) (översättning Yngve Rydholm, Legenda, 1991)
- Gräskronan (The grass crown) (översättning Yngve Rydholm, Legenda/Natur och kultur, 1992)
- Gudarnas gunstlingar (Fortune's favorites) (översättning Irja M. Carlsson, Natur och kultur, 1994)
- Caesars kvinnor (Caesar's women) (översättning Tora Svensson, Natur och kultur, 1996)
- Sången om Troja (The song of Troy) (översättning Irja M. Carlsson, Natur och kultur, 1999)
- Morgans färd (Morgan's run) (översättning Thomas Preis, Natur och kultur, 2002)
- Beröringen (The touch) (översättning Gertrud Hemmel, Forum, 2004)
- Flickan utan röst (Angel puss) (översättning Lisbet Holst, Forum, 2005)
- Morden i Holloman (On, off) (översättning Lisbet Holst, Bonnierförlagen, 2007)
- Antonius och Kleopatra (Antony and Cleopatra) (översättning Lisbet Holst, Forum, 2008)
- Miss Mary Bennets självständighet (The independence of Miss Mary Bennet) (översättning Lisbet Holst, Forum, 2010)

### Webbkällor
- "Colleen McCullough, author of The Thorn Birds, dies". Sydney Morning Herald.